# Leucothoe lilljborgii
Leucothoe lilljborgii är en kräftdjursart som beskrevs av Boeck 1861. Leucothoe lilljborgii ingår i släktet Leucothoe och familjen Leucothoidae. Inga underarter finns listade i Catalogue of Life.